# Czerwone (obwód mikołajowski)
Czerwone (ukr. Червоне) – wieś na Ukrainie, w obwodzie mikołajowskim, w rejonie mikołajowskim. W 2001 liczyła 545 mieszkańców.